# Pierre Vernet
Pierre Vernet (21 de marzo de 1943 - 12 de enero de 2010) fue un lingüista y lexicógrafo haitiano, que creó el Centro de Lingüística Aplicada en Puerto Príncipe. Jugó un papel decisivo en la estandarización de la ortografía del criollo haitiano (Krèyol, Creolé) como ayuda para la alfabetización, y la elaboración de léxicos de terminología francés-Krèyol. También publicó diccionarios con Alain Bentolila (fr) y con Bryant Freeman. 
Vernet fue a la escuela secundaria en Petit Séminaire Collège Saint-Martial antes de comenzar a estudiar en la Universidad de París V Descartes, donde eventualmente obtendría su doctorado.
El 12 de enero de 2010, Vernet murió en el terremoto de Haití, mientras se desempeñaba como decano del departamento de Lingüística Aplicada de la Universidad Estatal de Haití.